# Google TV

Logo de Google TV

Google TV est un système d'exploitation pour télévision , créé par Google. Son retour, en remplacement d'Android TV, est confirmé en septembre 2020.
Entre 2010 et 2014, Google TV était une plateforme internet accessible depuis la télévision par un dispositif informatique utilisant le système d'exploitation Android. Il reprend le concept de l'Apple TV en connectant un boitier et pousse le concept en étant incorporé dans la télévision (grâce au fabricant Sony). Présenté lors de la conférence Google I/O de mai 2010, il est sorti fin 2010 en Amérique du Nord puis en 2012 en Europe. Le système étant un échec, Google abandonne Google TV pour relancer sa stratégie télévisuelle avec Android TV en 2014. 

## Caractéristiques

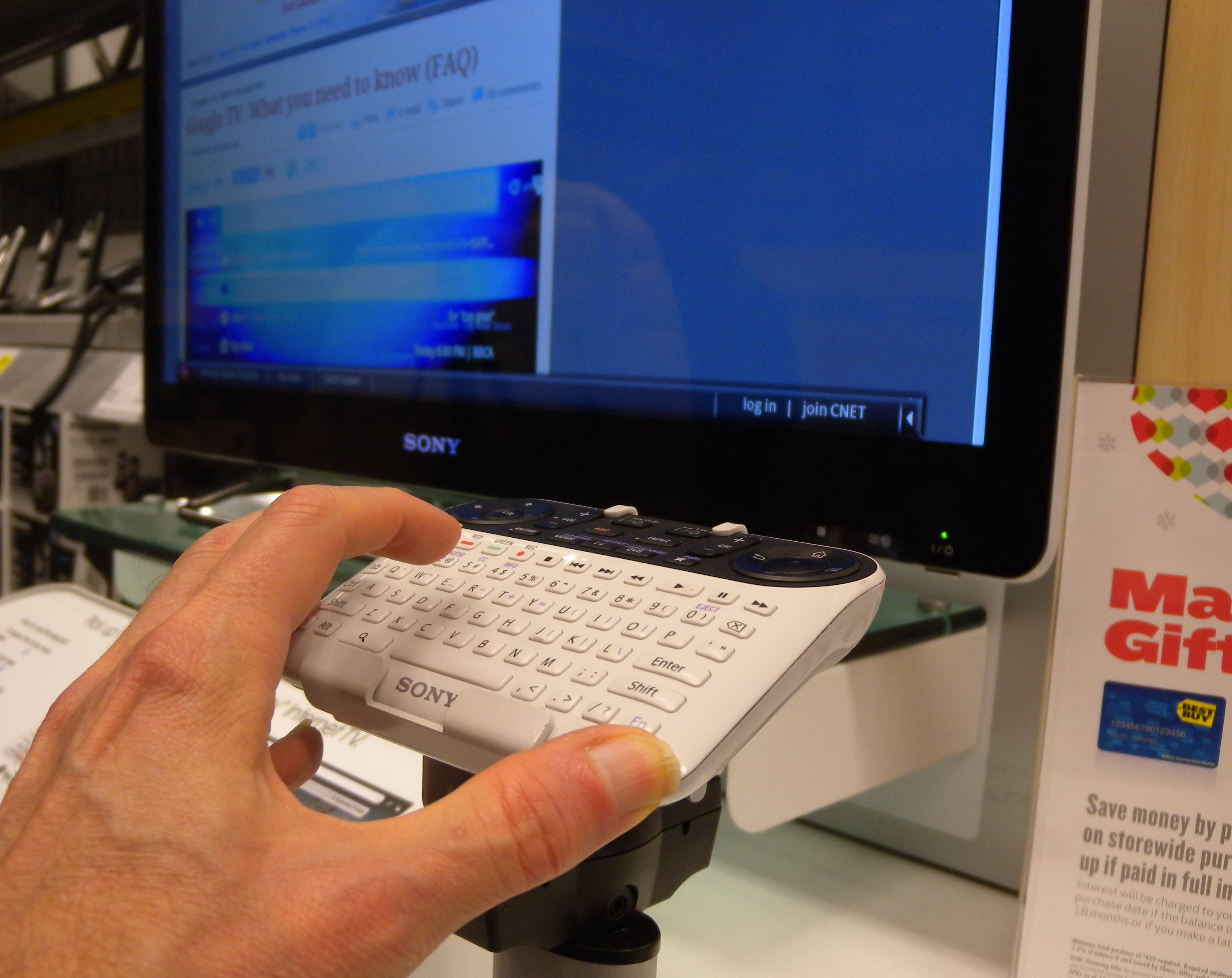
Un exemplaire par Sony

Le projet Google TV a commencé plusieurs mois avant 2010 en collaboration avec Intel, Sony et Logitech. Le produit (matériel) profite à Intel puisque ses promoteurs comptent utiliser des architectures Intel Atom, ainsi qu'à Sony puisque ce fabricant compte intégrer l'innovation sur les modèles antérieurs. 
Certains parlent de source de revenu pour Google par la publicité[réf. nécessaire].
Le système d'exploitation utilisé est Android, lequel fait fonctionner le navigateur Google Chrome. Les premiers appareils exploitant ce service étaient planifiés pour l'automne 2010 en Amérique du Nord.
Le but est d'accéder à un grand nombre d'applications depuis sa télévision comme consulter sa boîte Gmail ou visionner des vidéos YouTube.

## Évolution
Le 21 octobre 2010, les trois grandes sociétés de télévision américaines Disney-ABC Television Group (ABC, Disney, ESPN), NBCUniversal et News Corporation (Fox) avertissent qu'elles bloqueront la diffusion de leurs programmes vers le service Google TV.

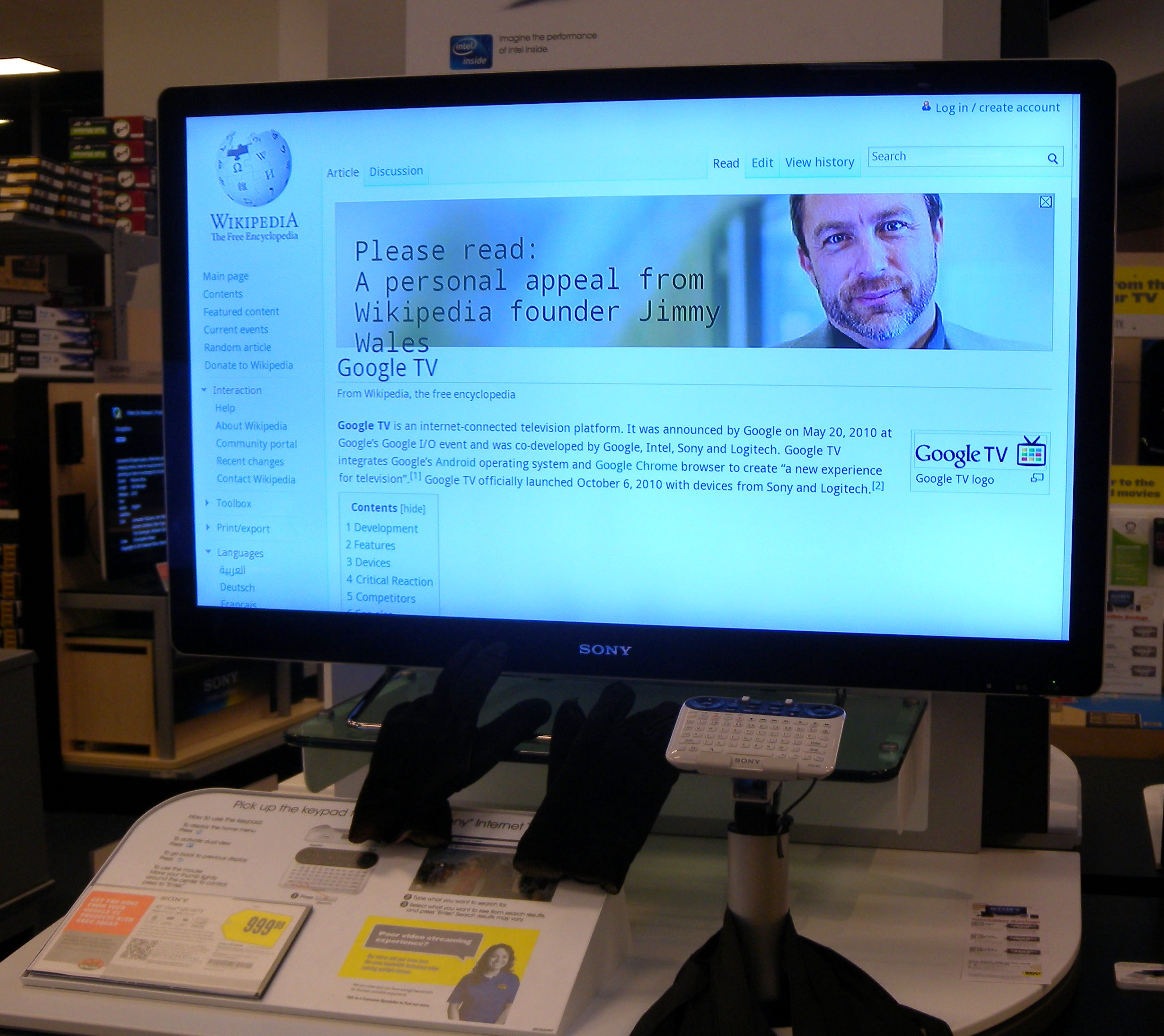
Un exemplaire Sony en magasin

Durant la conférence Google I/O 2011, il est annoncé que les télévisions disposant de Google TV seraient mis à jour vers Android Honeycomb aux alentours de la fin de l'été 2011.

### Lancement en Europe
Lors du Festival international de la télévision d'Édimbourg, les responsables du projet Google TV annoncent son lancement en Europe au début de l'année 2012. Le lancement en France est programmé en septembre 2012 avec la sortie du boîtier conçu par Sony selon le directeur général de Sony France, Philippe Citroën.
En septembre 2012, la Sony NSZ-GS7 est testée par Que choisir qui la trouve décevante. 

### Le renouveau: Android TV
La presse spécialisée américaine critique le logiciel Google TV, le trouvant anti-ergonomique et limité. Google y consacre beaucoup moins de temps et, le logiciel reste à la version 3.0 d'Android (Honeycomb) alors que les smartphones profiteront des évolutions d'Ice Cream Sandwich (4.0), de Jelly Bean (4.1) et de KitKat (4.4). Ce qui indique un échec pour la première tentative de Google qui tentera de rebondir sur la télévision avec le Nexus Q, nouvel échec.
Malgré ces ratés, le groupe présente en 2014 Android TV avec une interface retravaillée et la possibilité d'être une console de jeu (bien que le principe amorcée par Google TV reste le même). La stratégie est de faire un système autonome mais pouvant se contrôler par smartphone, se voulant donc être une évolution du Chromecast.

### Retour de Google TV
En septembre 2020, Google confirme le retour de Google TV qui remplacera Android TV dans la continuité de renommage des produits Google où le mot Android disparait peu à peu. Cette évolution apparait lors de la sortie du nouveau modèle de Chromecast de Google doté de Google TV (nom de code Sabrina).